# Marko Jovanović
Marko Jovanović (in serbo Марко Јoвaновић?; Belgrado, 26 marzo 1988) è un ex calciatore serbo, di ruolo difensore, vice allenatore del Partizan.

## Carriera
Prodotto del vivaio del Partizan Belgrado e andato in prestito in vari club dal 2004 al 2006, più volte al Bežanija, Marko ritorna al Partizan nel 2007 dove gioca fino al 25 giugno 2011 quando passa ai polacchi del Wisla Cracovia.
Fu convocato dalla Nazionale Serba Under-21 nel 2008 per partecipare alle Olimpiadi Estive di Pechino 2008, debuttando il 7 agosto 2008.

## Palmarès

### Club

#### Competizioni nazionali
- Campionato serbo: 4

Partizan Belgrado: 2007-2008, 2008-2009, 2009-2010, 2010-2011
- Coppa di Serbia: 4

Partizan Belgrado: 2007-2008, 2008-2009, 2010-2011, 2015-2016
- Coppa d'Israele: 1

Bnei Yehuda: 2016-2017
- Campionato bosniaco: 1

Borac Banja Luka: 2020-2021